# La Vipère (roman)
Pour l’article homonyme, voir La Vipère.
La Vipère est un roman de Guy des Cars publié en 1969.

## Résumé
En 1968, Serge, Français de l'Intelligence Service, rentre de Chine. Il retrouve le colonel Sicard à Paris qui lui dit que la Chine a financé mai 68 et que Ngo, qui a fait assassiner Burtin, adjoint de Serge au Vietnam, tient un restaurant à Paris. Il le loge chez la mère de Burtin puis l'envoie chez Ngo qui lui présente sa fille Siao. Il y remmène Mme Burtin qui compare Ngo à une vipère. Ngo le reconnaît et dit que Burtin est père de Siao. Serge envoie Mme Burtin à Nice et fait arrêter Ngo puis lui dit que des Chinois ont enlevé Siao. En fait, c'est lui qui la retient à Villacoublay où il lui parle de Burtin. Ngo est libérée. Sicard lui dit que Mme Burtin a Siao. Ngo avoue son crime. Serge lui dit être instigateur du rapt. Elle dit que l'argent chinois qu'elle a distribué vient de Marly. Sicard y trouve un labo de transformation de l'opium en héroïne. Ils ramènent Mme Burtin qui tue Siao pour punir Ngo. Sicard informe Ngo. Il l'envoie à la pauvre enclave portugaise en Chine, Macao, avec Serge.